# Vitor Nóbrega
Vitor Nóbrega (ur. 30 marca 1981 w Rio de Janeiro) – brazylijski zawodnik MMA wagi półśredniej i średniej, na stałe mieszkający w Portugalii. Zwycięzca turnieju wagi średniej federacji KSW. Walczył również na galach organizacji World Freefight Challenge, Fighters Arena i M-1 Global. Posiadacz czarnego pasa w BJJ.

## Kariera MMA

### Debiut
Pierwszy profesjonalny pojedynek MMA zanotował 28 maja 2004 roku na gali Portugal Vale Tudo 1 w Lizbonie. Jego rywalem był Portugalczyk Nuno Miranda, z którym wygrał. 

### KSW
9 maja 2008 roku wziął udział w ośmioosobowym turnieju organizowanym przez Konfrontację Sztuk Walki. Turniej odbywał się w limicie wagowym do 85 kilogramów. Nóbrega w ćwierćfinale spotkał się z Turkiem Azizem Karaoglu, któremu uległ już w pierwszej rundzie.  
15 maja 2009 roku na gali KSW 11 ponownie wziął udział w ośmioosobowym turnieju. W ćwierćfinale poddał już w pierwszej rundzie Polaka Łukasza Christa. W półfinale spotkał się z Arturem Kadłubkiem, którego również poddał w pierwszej rundzie tą samą techniką co Christa w ćwierćfinale, czyli techniką duszenie trójkątne rękoma.  
Finał turnieju odbył się 11 grudnia 2009 roku na gali KSW 12 w Warszawie. Oponentem Brazylijczyka był Asłambiek Saidow, z którym wygrał decyzją sędziów po trzech pięciominutowych rundach i dodatkowej trzyminutowej dogrywce.  
7 maja 2010 roku na gali KSW 13: Kumite stanął do walki o pierwsze międzynarodowe mistrzostwo KSW w wadze średniej. Rywalem Nóbregi był Krzysztof Kułak, który pokonał Brazylijczyka jednogłośną decyzją sędziów.  
29 stycznia 2011 roku na gali KSW Extra 2: President Cup w Ełku wystąpił w walce wieczoru przeciwko Antoniemu Chmielewskiemu. Polak wygrał decyzją sędziowską. 

### Fighters Arena
24 listopada 2012 roku wystąpił w walce wieczoru na czwartej gali organizacji Fighters Arena. Oponentem Brazylijczyka był Polak Łukasz Chlewicki. Walka została zakontraktowana w limicie kategorii półśredniej (- 77 kg), ale Nóbrega na oficjalnym ważeniu ważył 79 kilogramów, mimo to Chlewicki zgodził się na walkę z cięższym rywalem. Po trzech pięciominutowych rundach sędziowie ogłosili remis.  
24 maja 2013 roku na gali Fighters Arena 8: Night of Heavyweights stoczył pojedynek z Damianem Milewskim (pierwotnie rywalem Brazylijczyka miał być Robert Jocz, który nabawił się kontuzji podczas przygotowań do walki). Pierwotnie sędziowie orzekli remis, ale obóz Polaka wniósł oficjalny pisemny protest, który został uwzględniony i wynik walki został zmieniony przez komisję sędziowską na większościowe zwycięstwo Milewskiego. 

### M-1 Global
20 października 2013 roku stoczył pojedynek na gali M-1 Challenge 42 w Sankt Petersburgu. Przeciwnikiem Nóbregi był Rosjanin Wiaczesław Wasilewski. Brazylijczyk przegrał już w pierwszej rundzie przez techniczny nokaut.
W czerwcu 2014 roku zdobył pas mistrzowski w wadze półśredniej czołowej portugalskiej organizacji International Portugal Combat.

## Osiągnięcia
- 2014: International Portugal Combat - mistrz w wadze półśredniej -77 kg
- 2011: Bitteti Combat 9 - półfinalista turnieju wagi średniej -84 kg
- 2009: Konfrontacja Sztuk Walki (KSW) - 1. miejsce w turnieju -80 kg
- 2009: Boa Vista Combat - mistrz w wadze średniej -84 kg
- Czarny pas BJJ

## Lista zawodowych walk w MMA
| Wynik     | Bilans  | Przeciwnik (bilans przed walką) | Rozstrzygnięcie                                              | Runda | Czas | Rozgrywki                                            | Data       | Miejsce          | Uwagi                                                                 |
| --------- | ------- | ------------------------------- | ------------------------------------------------------------ | ----- | ---- | ---------------------------------------------------- | ---------- | ---------------- | --------------------------------------------------------------------- |
| Wygrana   | 18-13-1 | Isaac Dull (3-2)                | Decyzja (jednogłośna)                                        | 3     | 5:00 | Enfusion Cage Events 2: Lisbon                       | 09.11.2019 | Carcavelos       |                                                                       |
| Przegrana | 17-13-1 | Patrik Kincl (18-8)             | TKO (ciosy pięściami)                                        | 1     | 4:29 | XFN 6: Ondruš vs. Vémola                             | 07.12.2017 | Praga            |                                                                       |
| Przegrana | 17-12-1 | Michał Bobrowski (6-0)          | Decyzja (jednogłośna)                                        | 3     | 5:00 | Wieczór Walk R8 2 - Powrót Drwala                    | 04.11.2017 | Kraków           |                                                                       |
| Przegrana | 17-11-1 | Pedro Brum (5-8-1)              | Decyzja (jednogłośna)                                        | 3     | 5:00 | International Portugal Combat 4: Invictus Pro MMA 4  | 24.07.2016 | Porto            |                                                                       |
| Wygrana   | 17-9-1  | Michell Adelina (8-6-1)         | Poddanie (duszenie zza pleców)                               | 1     | 1:43 | International Portugal Combat 8                      | 12.11.2015 | Estoril          | Obronił mistrzostwo International Portugal Combat w wadze półśredniej |
| Przegrana | 16-10-1 | Andriej Koszkin (12-5)          | Decyzja (jednogłośna)                                        | 3     | 5:00 | ACB 16: Berkut Cup 2015 - Stage 3                    | 17.04.2015 | Moskwa           |                                                                       |
| Wygrana   | 16-8-1  | Philip Mulpeter (7-4)           | Decyzja (jednogłośna)                                        | 3     | 5:00 | International Portugal Combat 6                      | 26.01.2015 | Estoril          | Obronił mistrzostwo International Portugal Combat w wadze półśredniej |
| Wygrana   | 15-8-1  | Felipe Nsue (5-3)               | Poddanie (duszenie trójkątne)                                | 2     | 2:07 | International Portugal Combat 4                      | 15.06.2014 | Estoril          | Zdobył pas mistrza International Portugal Combat w wadze półśredniej  |
| Wygrana   | 14-8-1  | Rosen Mitkov (22-4)             | TKO (ciosy pięściami)                                        | 2     | 4:10 | Twins MMA 4: Nobrega vs. Mitkov                      | 06.02.2014 | Sofia            |                                                                       |
| Przegrana | 13-9-1  | Carlos Alexandre (9-5)          | Decyzja (niejednogłośna)                                     | 3     | 5:00 | Bitetti Combat 18                                    | 31.10.2013 | Rio de Janeiro   |                                                                       |
| Przegrana | 13-8-1  | Wiaczesław Wasilewski (22-2)    | TKO (ciosy pięściami)                                        | 1     | 2:45 | M-1 Challenge 42                                     | 20.10.2013 | Sankt Petersburg |                                                                       |
| Wygrana   | 13-6-1  | Sean Huffman (19-23)            | Poddanie (duszenie zza pleców)                               | 1     | 2:38 | Showfight 14                                         | 01.06.2013 | Estoril          |                                                                       |
| Przegrana | 12-7-1  | Damian Milewski (2-1)           | Decyzja (większościowa - wynik zmieniony przez organizatora) | 3     | 5:00 | Fighters Arena 8: Night of Heavyweights              | 24.05.2013 | Bełchatów        |                                                                       |
| Remis     | 12-6-1  | Łukasz Chlewicki (9-2)          | Remis                                                        | 3     | 5:00 | Fighters Arena 4                                     | 24.11.2012 | Włocławek        |                                                                       |
| Wygrana   | 12-6    | Emilio Sales (6-2. 1NC)         | Decyzja (jednogłośna)                                        | 3     | 5:00 | Will2Fight 7                                         | 03.11.2012 | Lizbona          |                                                                       |
| Przegrana | 11-6    | Edgar Santos (4-1)              | TKO (ciosy pięściami)                                        | 2     | ?    | Shooto Brazil 34                                     | 21.09.2012 | Brasília         |                                                                       |
| Wygrana   | 11-5    | Patrick Louzeiro (6-3)          | Poddanie (ciosy pięściami)                                   | 1     | 2:30 | Bitetti Combat 9: Middleweight Combat Cup            | 18.06.2011 | Rio de Janeiro   | Ćwierćfinał turnieju Bitetti Combat w wadze średniej                  |
| Przegrana | 10-5    | Bruno Santos (8-0)              | Decyzja (jednogłośna)                                        | 2     | 5:00 | Bitetti Combat 9: Middleweight Combat Cup            | 18.06.2011 | Rio de Janeiro   | Półfinał turnieju Bitetti Combat w wadze średniej                     |
| Przegrana | 10-4    | Antoni Chmielewski (20-7)       | Decyzja (jednogłośna)                                        | 4     | 3:00 | KSW Extra 2: President Cup                           | 29.01.2011 | Ełk              |                                                                       |
| Wygrana   | 10-3    | Evilasio Silva Araujo (3-6)     | TKO (ciosy pięściami)                                        | 1     | 2:40 | Showfight 3                                          | 12.07.2010 | Estoril          |                                                                       |
| Przegrana | 9-3     | Krzysztof Kułak (22-12-2)       | Decyzja (jednogłośna)                                        | 3     | 5:00 | KSW 13: Kumite                                       | 07.05.2010 | Katowice         | Walka o pas międzynarodowego mistrza KSW w wadze średniej             |
| Przegrana | 9-2     | Bruno Carvalho (9-4)            | TKO (ciosy pięściami)                                        | 1     | 4:32 | WFC 10: Night of Champions                           | 27.03.2010 | Lublana          | Walka o pas WFC w wadze średniej                                      |
| Wygrana   | 9-1     | Sebastiaan Rijtslag (2-9-1)     | Poddanie (duszenie trójkątne rękami)                         | 1     | 2:57 | Federacao Portuguesa MMA: Desportos de Combate SLB 2 | 21.02.2010 | Lizbona          |                                                                       |
| Wygrana   | 8-1     | Asłambiek Saidow (5-1)          | Decyzja (niejednogłośna)                                     | 4     | 3:00 | KSW 12: Pudzianowski vs. Najman                      | 11.12.2009 | Warszawa         | Finał turnieju KSW w wadze średniej                                   |
| Wygrana   | 7-1     | Fernando Prestes (0-0)          | Poddanie (duszenie zza pleców)                               | 2     | 1:04 | Boa Vista Combat 1                                   | 30.08.2009 | Boa Vista        | Zdobył pas mistrza BVC w wadze średniej                               |
| Wygrana   | 6-1     | Artur Kadłubek (6-2)            | Poddanie (duszenie trójkątne rękami)                         | 1     | 3:32 | KSW 11: Khalidov vs. Acacio                          | 15.05.2009 | Warszawa         | Półfinał turnieju KSW w wadze średniej                                |
| Wygrana   | 5-1     | Łukasz Christ (1-3)             | Poddanie (duszenie trójkątne rękami)                         | 1     | 2:03 | KSW 11: Khalidov vs. Acacio                          | 15.05.2009 | Warszawa         | Ćwierćfinał turnieju KSW w wadze średniej                             |
| Wygrana   | 4-1     | Aleksander Mędrala (1-0)        | Poddanie (duszenie trójkątne rękami)                         | 1     | 2:00 | Federacao Portuguesa MMA: Gladiator Night 7          | 30.01.2009 | Lizbona          |                                                                       |
| Przegrana | 3-1     | Aziz Karaoglu (5-3)             | TKO (ciosy pięściami i kolanami)                             | 1     | 1:30 | KSW 9                                                | 09.05.2008 | Warszawa         | Ćwierćfinał turnieju KSW w wadze średniej                             |
| Wygrana   | 3-0     | Ricardo De Oliveira (1-0)       | TKO                                                          | 1     | 2:20 | Portugal Vale Tudo 3                                 | 21.01.2007 | Lizbona          |                                                                       |
| Wygrana   | 2-0     | Iuri Alves (2-1)                | Poddanie                                                     | 1     | ?    | Portugal Vale Tudo 2                                 | 01.10.2005 | Lizbona          |                                                                       |
| Wygrana   | 1-0     | Nuno Miranda (2-0)              | ?                                                            | ?     | ?    | Portugal Vale Tudo 1                                 | 28.05.2004 | Lizbona          | Debiut w MMA                                                          |